# 西森秀稔
西森 秀稔（にしもり ひでとし、1954年 - ）は、日本の物理学者。東京工業大学特任教授。専門は理論物理学、数理物理学、統計物理学。量子アニーリングの提唱者。高知県高知市生まれ。

## 略歴
- 1973年 高知県立高知西高等学校を卒業[1]。
- 1977年 東京大学理学部物理学科を卒業[2]。
- 1981年 カーネギーメロン大学で博士研究員となる[2]。
- 1982年 東京大学大学院理学系研究科物理学専攻博士課程を修了、理学博士の学位を取得。ラトガーズ大学の博士研究員に着任[2]。
- 1984年 東京工業大学理学部物理学科の助手となる[2]。
- 1990年 東京工業大学理学部物理学科の助教授に就任[2]。
- 1996年 東京工業大学理学部物理学科の教授に昇進
- 2020年3月 東京工業大学を定年退職
- 2020年4月 東京工業大学の特任教授に就任

## 受賞歴・栄典
- 1990年 - 第4回日本IBM科学賞-『ゲージ対称性を用いたスピングラスの理論的研究』[2]
- 2006年 - 第52回仁科記念賞-『ランダムスピン系における「西森線」の発見』[3]
- 2018年 - C&C賞
- 2021年 - 科学技術分野の文部科学大臣表彰[4]
- 2021年 - 紫綬褒章[5][6]
- 2023年 - 市村学術賞 本賞

## 著作
- 『スピングラス理論と情報統計力学』（岩波書店、1999年）
- Nishimori, Hidetoshi (2001). Statistical Physics of Spin Glasses and Information Processing: An Introduction. Oxford: Oxford University Press. ISBN 9780198509417
- 『スピングラスと連想記憶』（岩波書店、2003年）
- 『相転移・臨界現象の統計物理学』（培風館、2005年）
- Nishimori, Hidetoshi; Ortiz, Gerardo (2011). Elements of Phase Transitions and Critical Phenomena. Oxford: Oxford University Press. ISBN 9780199577224
- 『物理数学II―フーリエ解析とラプラス解析・偏微分方程式・特殊関数』（丸善出版、2015年）
- 『量子アニーリングの基礎』（共著）（共立出版、2015年）
- 『量子コンピュータが人工知能を加速する』（共著）（日経BP、2016年）
- 『量子相転移・臨界現象とくりこみ群』（共著）（丸善出版、2017年）
- 『米国科学・工学・医学アカデミーによる量子コンピュータの進歩と展望』（翻訳）（共立出版、2020年）